# NGC 6244
NGC 6244 é uma galáxia espiral barrada (SBa) localizada na direcção da constelação de Draco. Possui uma declinação de +62° 12' 02" e uma ascensão recta de 16 horas, 48 minutos e 03,9 segundos.
A galáxia NGC 6244 foi descoberta em 28 de Junho de 1886 por Lewis A. Swift.